# Suki na mono wa suki dakara shōganai
Suki na mono wa suki dakara shōganai!! (好きなものは好きだからしょうがない!!, litt. J'aime ce que j'aime, j'y peux rien!!), aussi intitulé Sukisyo, est un light novel japonais de Riho Sawaki sorti entre 2000 et 2005, publié au Japon par Kadokawa Shoten.
Le light novel a été adapté en jeu vidéo, en anime et en OAV.

## Synopsis
Sora est réveillé en pleine nuit par un garçon allongé sur lui se prénommant Ran et lui faisant des avances : il lui demande de réveiller Yoru qui dort en lui. Le lendemain matin, il découvre que le jeune homme Ran est son nouveau colocataire, mais Ran ne se souvient plus de ce qui s'est passé cette nuit et prétend se nommer Sunao. Sora ne sait alors pas encore quelle est son orientation sexuelle. 
Quelque temps auparavant, Sora était tombé de la fenêtre de sa classe et venait juste de rentrer de l'hôpital. Il ne se rappelle plus de personne auparavant, ni même comment sa chute s'est produite. Lors d'une altercation avec un prof, Sora fait ressortir le "yoru" qui est en lui et se rappelle d'avoir été contraint de se séparer de Ran quand ils étaient plus jeunes, comme un lien puissant qui les unissaient dans le passé. Sunao le ramène inanimé à l'infirmerie, et lui répète qu'il ne s'intéresse pas à lui.
Cette histoire raconte en quelque sorte un dédoublement de personnalité mais de manière romancé et amusante.

## Personnages
- Sora Hashiba
- Sunao Fujimori
- Yoru
- Ran
- Matsuri Honjō
- Kai Nanami
- Shinichirō Minato
- Gaku Ichikawa
- Kai Nagase
- Sei (Hashiba), Ren Shīna, and Fūta Kitamura (aka les Chibis)
- Kano-kun
- Sōshi Asaka
- Ryōya Kozuki (aka Ayano-chan)
- Hiromu Sakura
- Yoshihiro Hano

## Épisodes
1. I hate who I hate! (キライなものはキライ！)
2. The Jack-of-All-Trades Appears! (学園なんでも屋参上！)
3. Chibi Triangles (ちびトライアングル)
4. Phantom Thief! (怪盗出現！)
5. A Ghost Boy - Hiromu (幽霊少年・広夢)
6. The Angel-chans Form! (結成！『天使ちゃんズ』)
7. Sunao's Suspicion (直の疑惑)
8. Midnight Embrace (真夜中を抱きしめて)
9. Sora and Sunao (空と直)
10. Hatred (憎悪)
11. Revenge (復讐)
12. Rescue (Last Time) (救出」（最終回）)

## Génériques
- Opening : Just a Survivor
- Ending  : Daydreamin'